# Thrixspermum denticulatum
Thrixspermum denticulatum är en orkidéart som beskrevs av Rudolf Schlechter. Thrixspermum denticulatum ingår i släktet Thrixspermum och familjen orkidéer. Inga underarter finns listade i Catalogue of Life.